# Tomané
António Manuel Fernandes Mendes, meglio noto come Tomané (Fafe, 23 ottobre 1992), è un calciatore portoghese, attaccante della Farense.

## Palmarès

### Club

#### Competizioni nazionali
- Campionato serbo: 2

Stella Rossa: 2018-2019, 2019-2020
- TFF 1. Lig: 1

Samsunspor: 2022-2023
- Campionato cipriota: 1

APOEL: 2023-2024